# Pașcani, Hîncești
Pașcani este satul de reședință al comunei cu același nume situată în vestul Republicii Moldova, în Raionul Hîncești.

## Istorie
Satul Pașcani din ținutul Lăpușnei a fost menționat pentru prima dată în anul 1554:
„Din mila lui Dumnezeu, noi Alexandru voievod, domn al Țării Moldovei. Facem cunoscut cu această carte a noastră tuturor celor care o vor vedea sau o vor auzi citindu-se că a venit înaintea noastră și înaintea tuturor boierilor noștri moldoveni ...[lipsă]..., nesilit de nimeni, nici asuprit, și a vândut dreapta sa ocină și dedină din privilegiul de mărturie ce ...[lipsă]... Ioan Pașcanu, cât se va alege partea lui ...[lipsă]... din sat, din Pașcani, care este pe Lăpușna, la Fântâna Mare, la Salce. Aceea a vândut-o ...[lipsă]..., sluga noastră Pintea și a plătit toți acei mai sus scriși bani, 300 de zloți tătărăști, în mâinile slugii noastre ...[lipsă].

...

Iar pentru mai mare putere și tărie a tuturor celor mai sus scrise, am poruncit credinciosului nostru pan ... la această carte a noastră.

A scris Mihăilă Borăscul, la Huși, în anul 7062 <1554>, luna aprilie, 4 zile.”

## Demografie

### Structura etnică
Structura etnică a satului Pașcani conform recensământului populației din 2004:
| Grup etnic                                               | Populație | % Procentaj  |
| -------------------------------------------------------- | --------- | ------------ |
| Băștinași declarați Moldoveni Băștinași declarați Români | 1432 10   | 97,81% 0,68% |
| Țigani                                                   | 9         | 0,61%        |
| Ruși                                                     | 6         | 0,41%        |
| Ucraineni                                                | 5         | 0,34%        |
| Găgăuzi                                                  | 1         | 0,07%        |
| Alții                                                    | 1         | 0,07%        |
| Total                                                    | 1464      |              |